# C3-фотосинтез

Цикл Кальвіна

C3-фотосинтез — один із трьох головних метаболічних шляхів для фіксації вуглецю поряд із C4 і CAM-фотосинтезом. В ході цього процесу вуглекислий газ і рибулозобісфосфат (п'ятивуглецевий цукор) перетворюється у дві молекули 3-фосфогліцерату з допомогою такою реакції:
CO2 + H2O + РуБФ → (2) 3-фосфогліцерат.
Ця реакція відбувається у всіх рослинах, як перший крок циклу Кальвіна. У C4-рослин вуглекислий газ фіксується після вивільнення з малату, а не напряму з повітря.

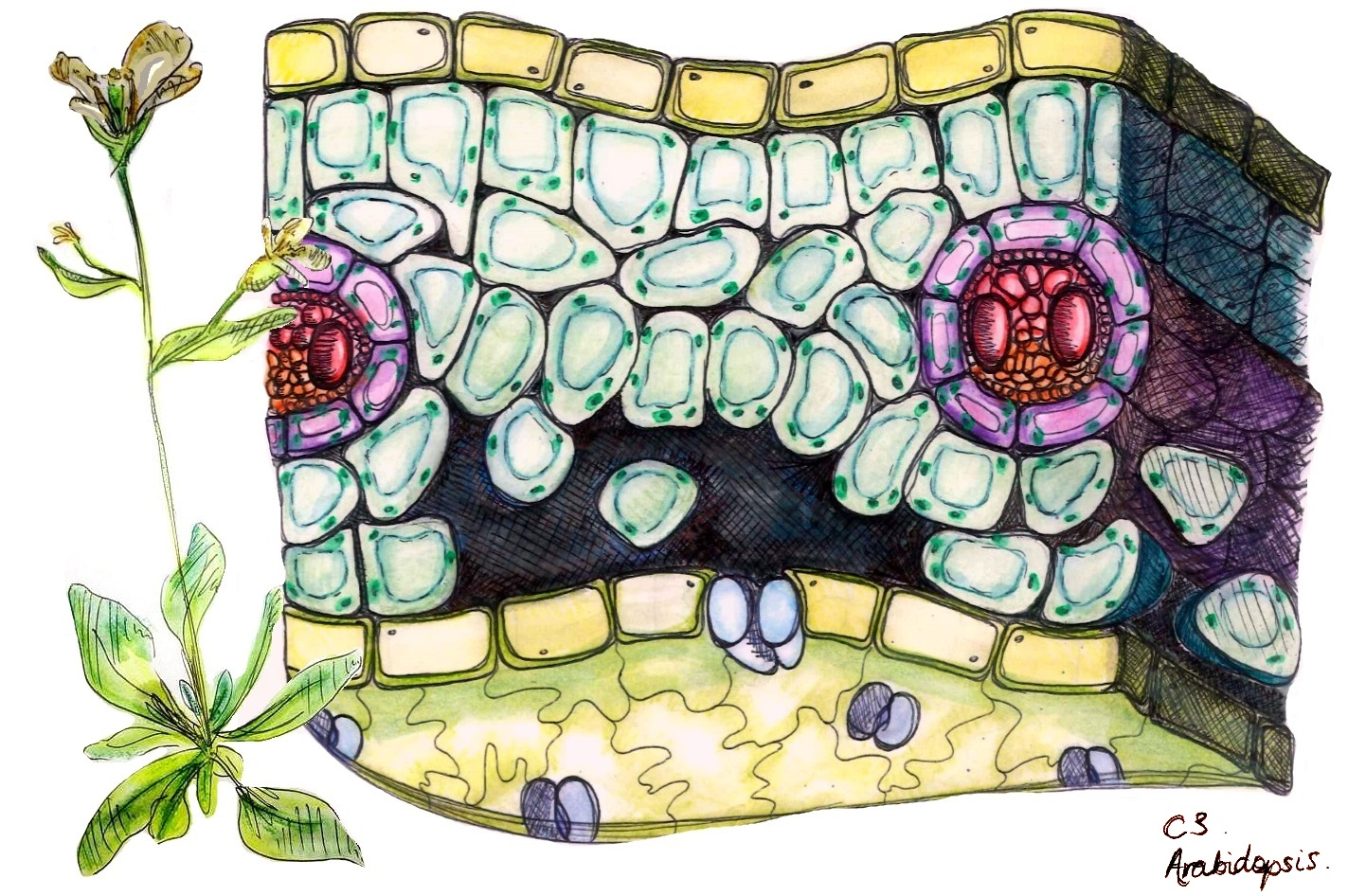
Поперечний переріз листа арабідопсиса — типової C_{3}-рослини. Добре видно будову судинних пучків.

C3-рослини, зазвичай, буяють в районах з достатньою кількістю підземних вод, помірною інтенсивністю сонячного світла, помірною температурою та концентрацією вуглекислого газу близько 200 ppm або вище. Ці рослини зародилися в мезозої та палеозої, задовго до появи C4-рослин і, як і раніше, становлять близько 95 % рослинної біомаси Землі. Як приклад можна навести рис та ячмінь.
C3-рослини втрачають до 97 % води, закачаної через корені у вигляді транспірації. Через це вони не можуть рости у жарких місцях: головний фермент C3-фотосинтезу, Рубіско, з підвищенням температури починає активніше каталізувати побічну реакцію РуБФ з киснем. Утилізація побічних продуктів цієї реакції відбувається в ході фотодихання, що призводить до втрати рослиною вуглецю та енергії і, отже, може обмежувати її ріст. У посушливих районах C3-рослини закривають продихи, щоб зменшити втрати води, але це не дає CO2 потрапляти в листки та знижує його концентрацію в листі. В результаті падає співвідношення CO2:О2, що також посилює фотодихання. C4 і CAM-рослини мають пристосування, що дозволяють їм виживати в посушливих і жарких районах, і тому вони можуть витіснити C3-рослини в цих областях. Ізотопний підпис C3-рослин збіднений ізотопом 13C у порівнянні з підписом C4-рослин.